# 1ª Divisão 2004-2005
Il campionato di 1ª Divisão 2004-2005 è stato il quindicesimo Campeonato Nacional de Futsal del Portogallo, svoltosi nella stagione 2001/2002 con la riduzione a 14 squadre nella prima divisione nazionale e l'introduzione dei playoff per designare il campione nazionale, ha visto prevalere il Benfica.

## Stagione regolare
| Pos | Squadra          | Pti | G  | V  | N | P  | GF  | GS  |
| --- | ---------------- | --- | -- | -- | - | -- | --- | --- |
| 1   | Benfica          | 71  | 26 | 23 | 2 | 1  | 140 | 44  |
| 2   | Sporting Lisbona | 70  | 26 | 23 | 1 | 2  | 157 | 61  |
| 3   | Jorge Antunes    | 51  | 26 | 16 | 3 | 7  | 103 | 79  |
| 4   | Freixieiro       | 50  | 26 | 16 | 2 | 8  | 113 | 72  |
| 5   | Olivais          | 50  | 26 | 15 | 5 | 6  | 89  | 66  |
| 6   | Sporting Pombal  | 48  | 26 | 16 | 0 | 10 | 103 | 87  |
| 7   | Sassoeiros       | 33  | 26 | 10 | 3 | 13 | 99  | 101 |
| 8   | Alpendorada      | 30  | 26 | 8  | 6 | 12 | 68  | 79  |
| 9   | Famalicense      | 28  | 26 | 7  | 7 | 12 | 70  | 95  |
| 10  | Boavista         | 27  | 26 | 7  | 6 | 13 | 79  | 94  |
| 11  | Estrela Amadora  | 25  | 26 | 7  | 4 | 15 | 87  | 112 |
| 12  | Modicus          | 24  | 26 | 7  | 3 | 16 | 76  | 100 |
| 13  | UTAD             | 8   | 26 | 2  | 2 | 22 | 37  | 142 |
| 14  | AMSAC            | 7   | 26 | 1  | 4 | 21 | 54  | 143 |

## Playoff

### Quarti di finale
| Squadre                         | Gara1     | Gara2     | Gara3 |
| ------------------------------- | --------- | --------- | ----- |
| Sassoeiros - Sporting Lisbona   | 3-4       | 6-5 (DTS) | 2-7   |
| Sporting Pombal - Jorge Antunes | 5-7       | 2-4 (DTS) |       |
| Freixieiro - Olivais            | 5-3       | 0-4       | 1-2   |
| Alpendorada - Benfica           | 4-3 (DTS) | 1-4       | 0-8   |

### Semifinali
| Squadre                          | Gara1     | Gara2 | Gara3 |
| -------------------------------- | --------- | ----- | ----- |
| Olivais - Benfica                | 0-5       | 2-1   | 1-2   |
| Jorge Antunes - Sporting Lisbona | 7-9 (DCR) | 3-7   |       |

### Finale
| Squadre                    | Gara1     | Gara2     | Gara3 |
| -------------------------- | --------- | --------- | ----- |
| Sporting Lisbona - Benfica | 1-3 (DTS) | 4-7 (DTS) |       |